# أبو منجل ذو بقعة الصدر
أبو منجل ذا بقعة الصدر (Bostrychia rara) هو طائر ينتمي إلى جنس Bostrychia والذي ينتمي إلى عائلة أبو منجليات ويوجد في أنغولا والكاميرون وجمهورية أفريقيا الوسطى وجمهورية الكونغو وجمهورية الكونغو الديمقراطية وساحل العاج وغينيا الاستوائية و الغابون وغانا وغينيا و ليبيريا ونيجيريا وسيراليون وأوغندا.